# Juncus effusus
El junco de esteras (Juncus effusus) es una herbácea de la familia de las juncáceas.

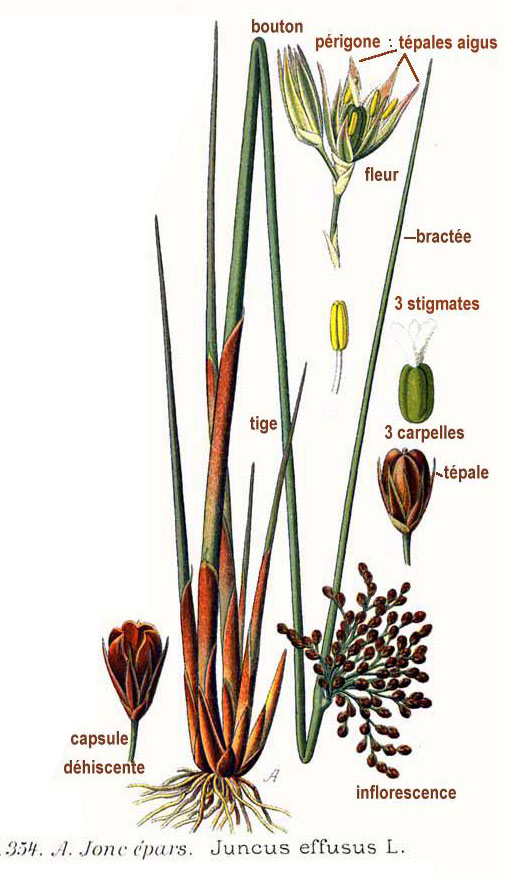
Ilustración

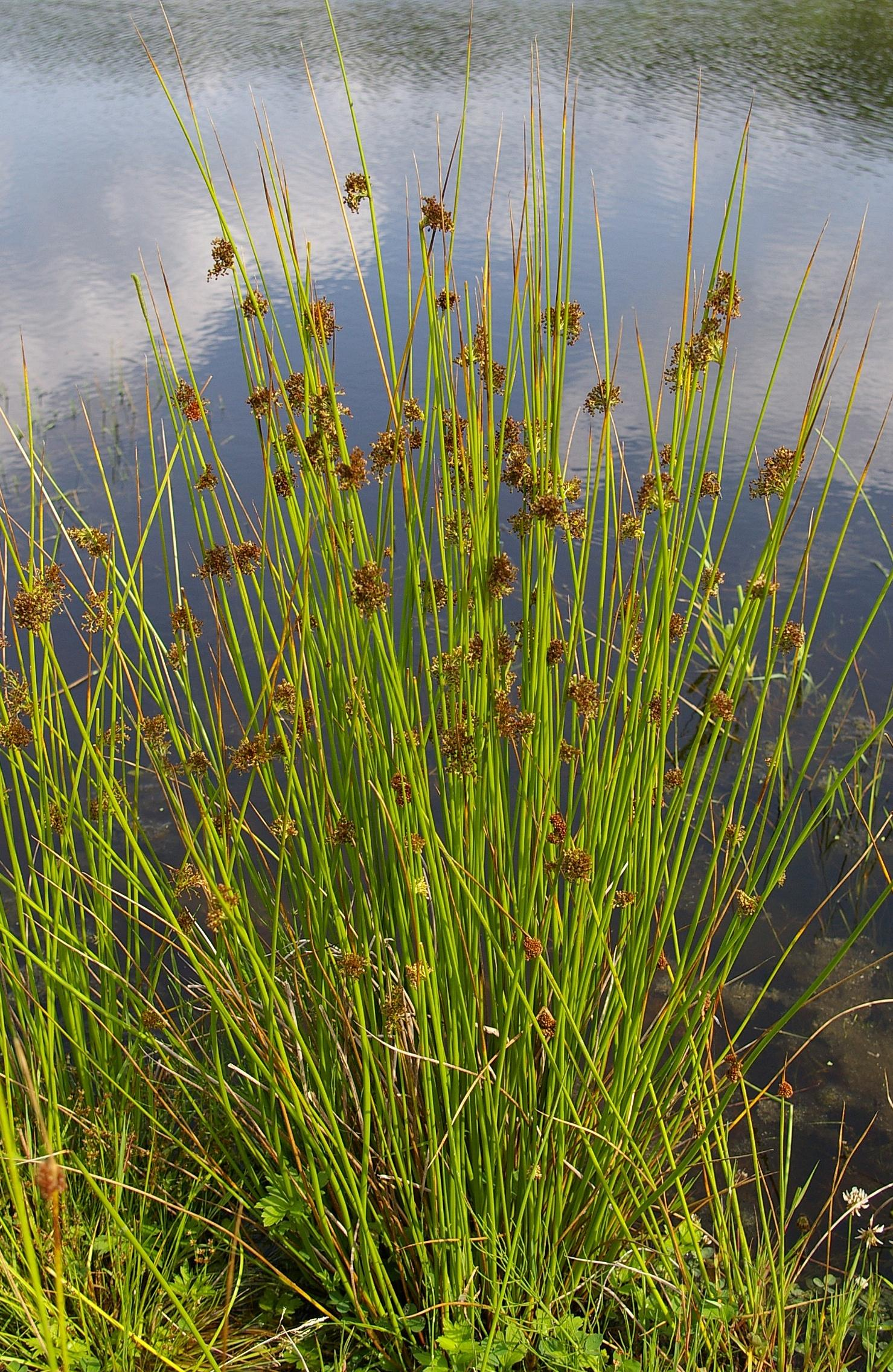
Vista de la planta

## Descripción
Junco de 30-100 cm de altura, tallos brillantes, lisos, verde más bien claro, de hasta 4 mm de diámetro. Las hojas, son unas simples "vainas" que circundan el tallo en la parte inferior. Las flores, agrupadas en varios racimos que surgen de un mismo punto, aparecen desde finales de primavera y en verano, en la mayoría de los tallo; tienen 6 piezas, (tépalos), rígidas y membranosas, 6 estambres y un ovario, que produce un fruto en cápsula ovoide de color castaño; parecen crecer en el tallo puesto que son sobrepasadas por una bráctea pinchuda con su mismo aspecto.

## Distribución y hábitat
Planta cosmopolita. En el Mediterráneo. En Gran Bretaña e Irlanda.  En la península ibérica en Castilla y León. Es muy común en cualquier zona encharcada, borde de arroyos, fuentes, marjales, acequias, bordes de pantanos y ríos.

## Taxonomía
Juncus acutiflorus fue descrita por Carlos Linneo y publicado en Species Plantarum 1: 326. 1753.
Etimología
Juncus: nombre genérico que deriva del nombre clásico latino  de jungere = , "para unir o vincular", debido a que los tallos se utilizan para unir o entrelazar".
acutiflorus: epíteto latino que significa "con flores puntiagudas".
Variedades
- Juncus effusus subsp. austrocalifornicus; California y México
- Juncus effusus subsp. effusus; Norte de Südamerica
- Juncus effusus subsp. laxus; Océano Índico, Sudáfrica
- Juncus effusus subsp. pacificus; Alaska y México
- Juncus effusus subsp. solutus; Norteamérica

Sinonimia
- Juncus communis E.Mey.
- Juncus laevis Wallr.

subsp. rugosus (Steud.) Cout.
- Juncus rugosus Steud.

subsp. effusus 
- Juncus bogotensis Kunth
- Juncus lucens Burnham
- Juncus luxurians Colenso
- Juncus mauritianus Bojer
- Juncus zebrinus André

subsp. laxus (Robyns & Tournay) Snogerup
- Juncus canariensis Willd. ex E.Mey.
- Juncus laxus Robyns & Tournay
- Juncus oehleri Graebn.

subsp. solutus (Fernald & Wiegand) Hämet-Ahti
- Juncus griscomii Fernald[8]

## Nombre común
- Castellano: hierba de la música, junco, junco de esteras, junco de esters, junco espartero, junco fino, junco merino, juncos, junquillo, xunca.[9]